# Brun seghatt
Brun seghatt (Neolentinus schaefferi) är en svampart som först beskrevs av Johann Anton Weinmann, och fick sitt nu gällande namn av Redhead & Ginns 1985. Enligt Catalogue of Life ingår Brun seghatt i släktet Neolentinus,  och familjen Polyporaceae, men enligt Dyntaxa är tillhörigheten istället släktet Neolentinus,  och familjen Gloeophyllaceae. Arten är reproducerande i Sverige. Inga underarter finns listade i Catalogue of Life.

## Källor

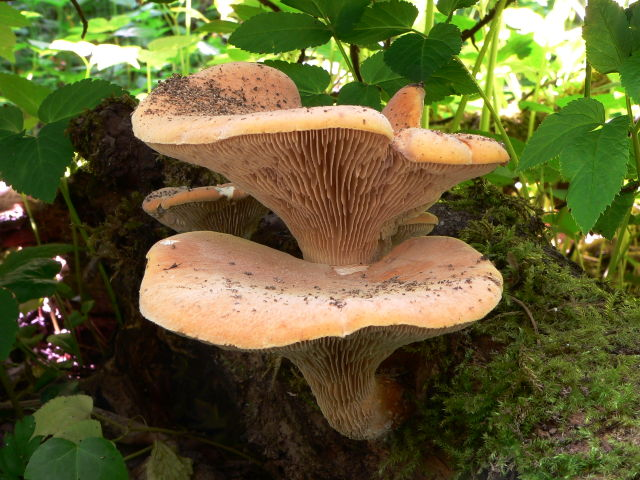
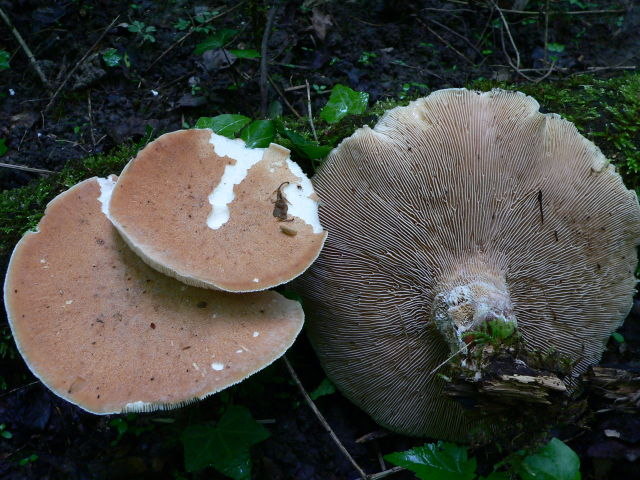
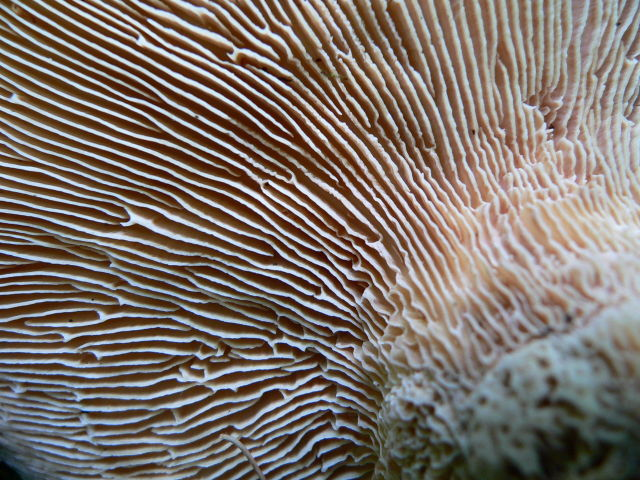